# Алуф, Мария Александровна
Мария Александровна Алуф (урождённая Крылова; 13 (26) января 1901, Кострома, Костромская губерния, Российская империя — 6 ноября 1964, Казань, Татарская АССР, РСФСР, СССР) — советский фармаколог, доцент, кандидат медицинских наук (1936), заведующая кафедрой фармакологии Казанского государственного медицинского института (1936—1939, 1941—1959), стоматологического института (1936—1948).

## Биография
Мария Александровна Крылова (Алуф) родилась 13 (26) января 1901 года в Костроме. Из семьи чиновника. Отец — Александр Иванович, преподаватель гимназии, выпускник семинарии, священник. Мать — Анна Константиновна (до замужества Серафимова), выпускница епархиального училища, учительница. В семье было восемь детей. Родители скончались в годы гражданской войны — мать во время эпидемии скарлатины, отец после неё от сердечного приступа. Сестра — Нина Александровна (1910—1998), доктор ветеринарных наук (1953), профессор (1955), заслуженный деятель науки ТАССР (1973), жена профессора Г. К. Дьяконова, мать профессора С. Г. Дьяконова.
После перевода отца по священнической службе в Вятскую губернию, в 1919 году Мария окончила в Яранске девять классов гимназии. В 1920 году поступила на медицинский факультет Казанского государственного университета имени В. И. Ульянова-Ленина, который окончила в 1925 году. Во время учёбы работала на кафедре физиологии и фармакологии и в 1923 году временно исполняла обязанности ассистента, а по получении образования была оставлена при кафедре фармакологии штатным ассистентом. В это время познакомилась с профессором И. С. Алуфом (1883—1935), за которого затем вышла замуж. В 1936 году без защиты диссертации получила учёную степень кандидата медицинских наук за работу «Действие на изолированное сердце лягушки жидкости, пропущенной через изолированную конечность кошки». В 1937 году утверждена в должности и звании доцента кафедры фармакологии.
В 1936—1939 годах и в 1941—1959 годах была заведующей кафедрой фармакологии Казанского медицинского института, а в 1936—1948 годах заведовала кафедрой фармакологии Казанского стоматологического института. Вела активную общественную работу, являлась консультантом Института органической химии Академии наук СССР, Татарского аптекоуправления и Казанского химфармзавода, членом Общества фармацевтов республики и правления Дома учёных, секретарём физиологической секции Общества врачей, заместителем председателя фармакологического комитета народного комиссариата здравоохранения СССР и заместителем председателя комиссии по лекарственному снабжению при учёном медицинском совете народного комиссариата здравоохранения Татарской АССР. За время работы на кафедре организовала крепкий коллектив сотрудников, продолживших начатое ею дело по изучению новых продуктов химического синтеза. Будучи прекрасным лектором, вела практические занятия со студентами, вовлекая их в практическую фармакологию. Как заведующая кафедрой также была внимательной к своим сотрудникам, оказывала им всяческую помощь.

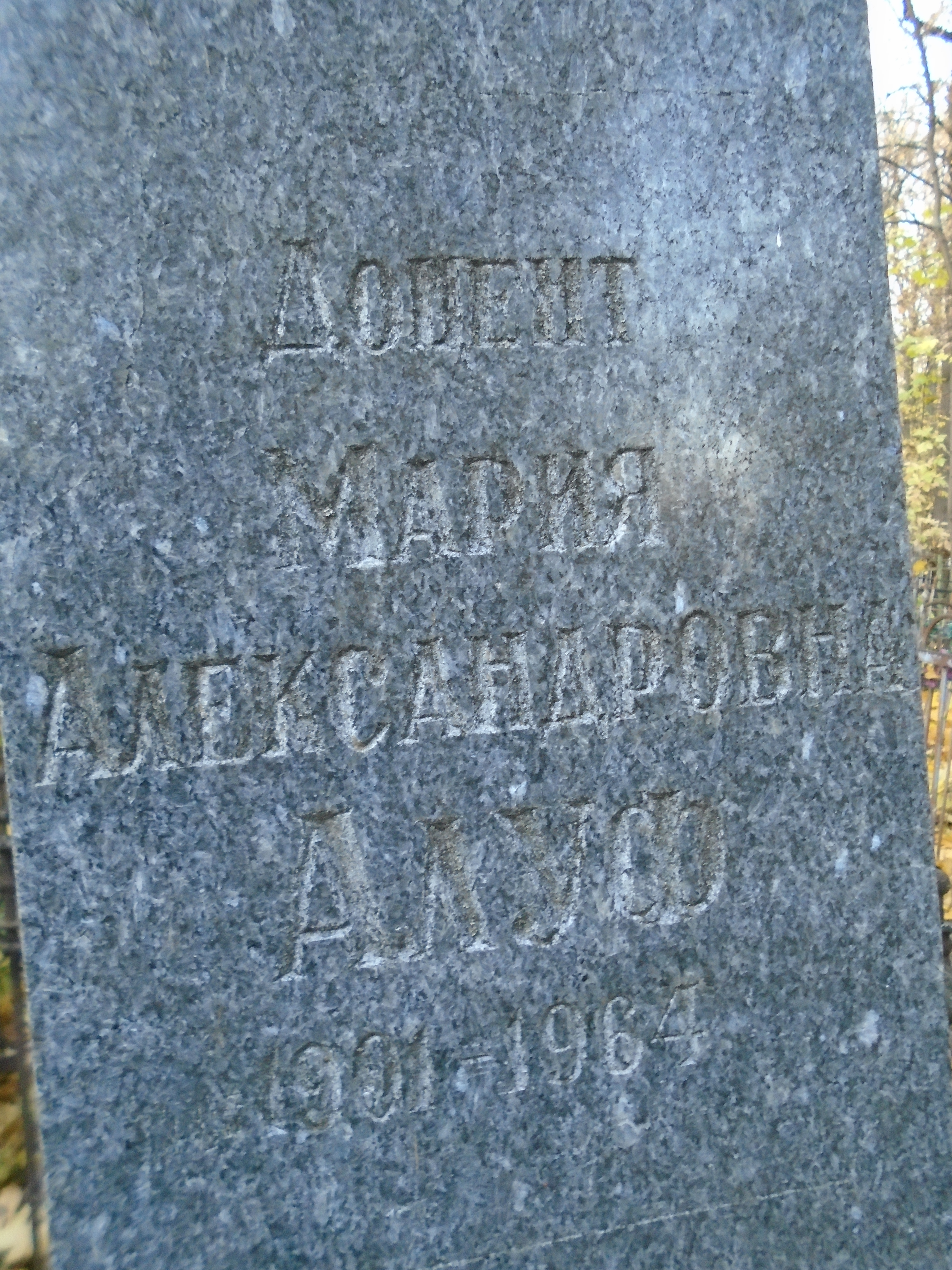
Надгробие М. А. Алуф

В своих первых научных исследованиях фокусировалась на вопросах общей фармакологии, как то антагонизм и синергизм лекарственных веществ, условия, влияющие на действие лекарственных средств, включая способы приготовления, введения и так далее. В дальнейшем перешла к изучению источников новых лекарственных средств растительного и синтетического происхождения. Во время Великой Отечественной войны и в послевоенные годы специализировалась на создании различных заменителей дефицитных лекарственных средств и апробации препаратов, получаемых из местного сырья. Алуф активно занималась популяризацией изучения отечественной лекарственной флоры, в частности, была одним из составителей «Справочника по лекарственным травам», изданного в Москве в 1943 году. За работу во время войны была награждена медалью «За доблестный труд в Великой Отечественной войне 1941—1945 гг.». С начала 1950-х годов свою научную работу сосредоточила в области изучения продуктов химического синтеза, получаемых в химических лабораториях Казани, прежде всего — фосфорорганических соединений. В это время ею был разработан препарат под названием «армин», представляющий собой этиловый паранитрофениловый эфир этилфосфиновой кислоты и предназначенный для лечения глаукомы, вошедший в медицинскую практику. Подготовила пять кандидатов наук, под её руководством было выпущено более 50 научных работ.
Мария Александровна Алуф скончалась 6 ноября 1964 года в возрасте 63 лет после тяжёлой и продолжительной болезни. Похоронена на Арском кладбище, в одной могиле с мужем.

## Известные адреса
- Казань, улица Максима Горького, дом 26, кв. 4[14].